# Leonaert Bramer
Leonaert Bramer (Delft, 24 de desembre de 1596-1674), va ser un dibuixant, gravador i pintor barroc neerlandès, especialitzat en pintures de gènere, mitològiques i religioses.

## Biografia
Fill d'Henricus Bramer, pintor poc conegut, va néixer a Delft el 24 de desembre de 1596. No es tenen dades dels seus primers anys i formació, però consta que el 1614 va emprendre un viatge per França de dos anys de durada, passant per Arràs, Amiens i París. El 15 de febrer de 1616 es trobava a Ais de Provença, on en aquesta data va signar uns versos i un dibuix a l'Àlbum Amicorum del seu compatriota Wybrand de Geest, i d'allà, via Marsella, Gènova i Liorna, va marxar a Roma, on va arribar per la Pasqua de 1618.
Després de passar alguns mesos a Alemanya, el 1628 es trobava novament a Delft on el 1629 va ser admès en el gremi de Sant Lluc, romanent ja aquí fins a la seva mort el 1674. Va tenir com a deixebles a Adriaen Verdoel I i a Pieter Pietersz Vromans III. Cap document permet afirmar que entre els seus deixebles es considerés també a Johannes Vermeer, l'amistat del qual queda acreditada per l'existència d'un documentat, datat el 4 d'abril de 1653, pel que se certifica la mediació de Bramer, catòlic romà, davant la futura sogra de Vermeer, Maria Thins, també catòlica, que es negava a consentir les relacions de la seva filla amb el pintor.

## Obra

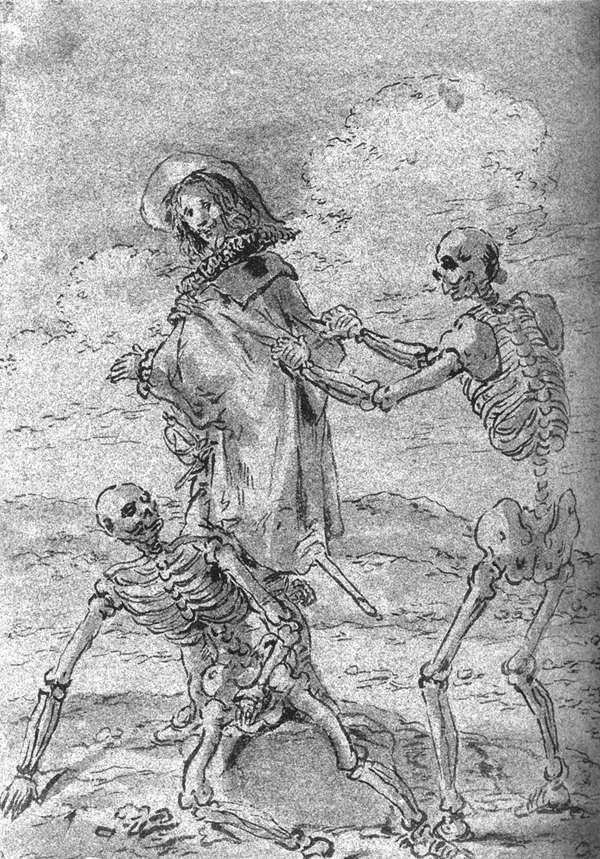
Quevedo y los esqueletos de Juan de la Encina y el rey Perico, 1659, dibuix a tinta i aiguada grisa, Múnic, Staatliche Graphische Sammlung.

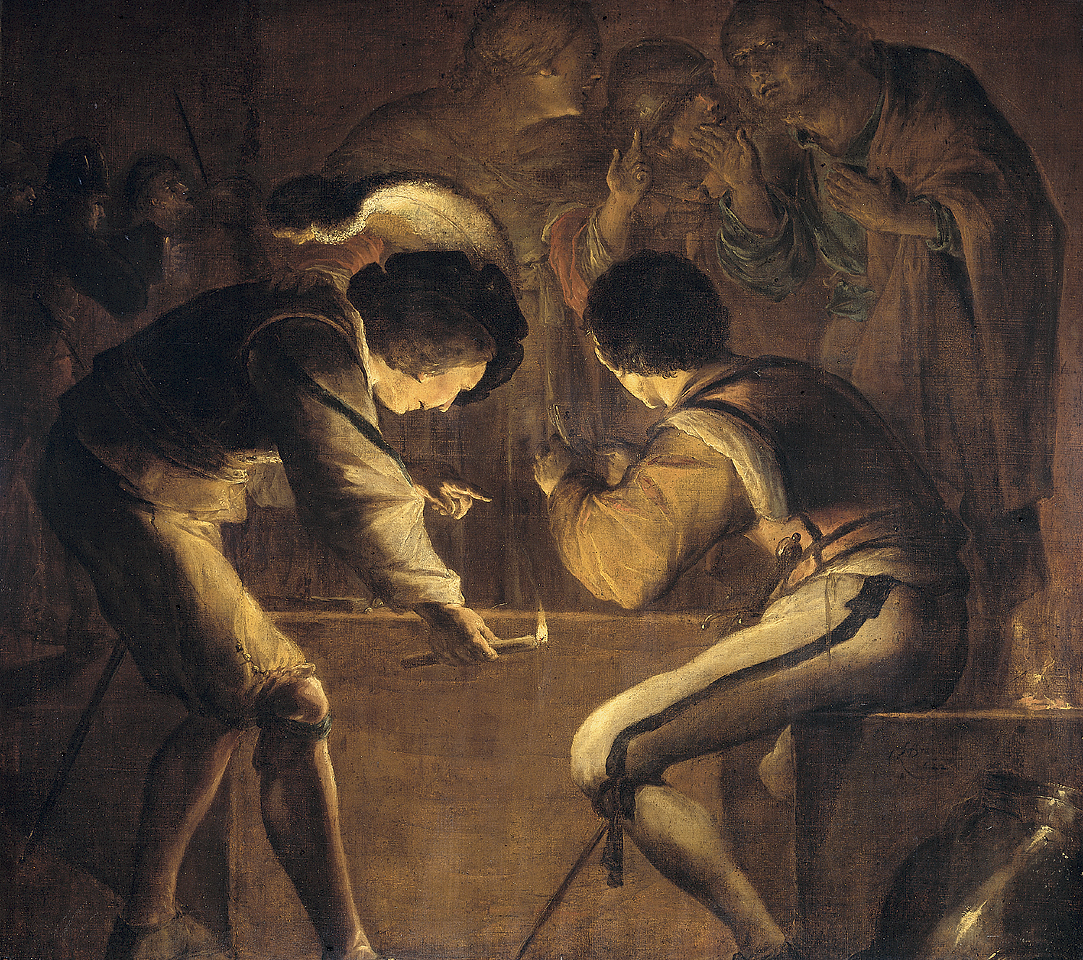
La negació de sant Pere, 1642, Rijksmuseum.

Autor prolífic i de notable fantasia i inventiva, Leonaert Bramer va tractar els més variats temes, sobretot escenes de gènere i assumptes històrics, habitualment sobre taula o llenços de petita mida, amb atenció especial als efectes lluminosos i els detalls exòtics. Els seus paisatges, en alguna estranya ocasió purs, acostumen a servir de marc a escenes religioses o mitològiques. Els dos petits olis del Museu del Prado, procedents de la col·lecció de Carles IV d'Espanya, són peces característiques de la seva producció en aquest ordre. Els seus assumptes, El dolor d'Hècuba, pres de Ovidi, i Abraham i els tres àngels, datat el 1640, d'acord amb el llibre del Gènesi (18, 1-3), il·lustren la diversitat d'interessos i la cultura literària del pintor, tant com la seva concepció del paisatge, en la que elements exòtics es mesclen amb ruïnes clàssiques recognoscibles (l'arc degli Argentari al Foro Boario de Roma o la tomba de Cecilia Metela pujada a un penya-segat). Les seves vanitas, com succeeix amb la Vanitas del Kunsthistorisches Museum de Viena, escapen del gènere de la natura morta per convertir-se en teatrals al·legories en què macabres esquelets dialoguen amb calaveres i es mouen entre multitud d'objectes caòticament disposats i peces de ceràmica trencades per subratllar així la fragilitat de la vida i la fugacitat del temps. Però també va pintar motius al·legòrics i trompe l'oeil decoratius en parets i sostres, intervenint amb alguna freqüència en decoracions palatines, el que ha fet pensar que fos un dels pocs holandesos en pintar al fresc, encara que res del que pogués haver pintat en aquesta tècnica s'ha conservat.
Bramer va ser, a més a més, un fecund dibuixant. Gaspar Roomer, marxant i mecenes d'Anvers disposava, segons l'inventari dels seus béns, d'una col·lecció de 1500 dibuixos. Entre ells destaquen els que va titular «Straatwerken» o escenes de carrer, i les il·lustracions d'obres literàries, com Les metamorfosis d'Ovidi i Els somnis de Quevedo.

## Enllaçox externs
- Biografia a l'Enciclopèdia online del Museu del Prado (castellà)
- Obres de Leonaert Bramer al Rijksmuseum.